# Ludwig Gebhard von Hoym (1631–1711)
Ludwig Gebhard Edler Panner und Freiherr von Hoym (* 17. November 1631 in Droyßig; † 2. Januar 1711 ebenda) war königlich-polnischer und kurfürstlich-sächsischer wirklicher Geheimer Rat, Bergrat, Kammerpräsident und Obersteuereinnehmer im Thüringischen Kreis, Erbkämmerer des Fürstentums Halberstadt und Gutsherr auf Droyßig, Wegeleben, Burgscheidungen und Kirchscheidungen, sowie Ober- und Nieder-Spremberg, Schönbach, Lauba, Dürrhennersdorf in der Oberlausitz und Grund- und Gerichtsherr, Kirchen- und Schulpatron der kursächsischen Stadt Neu-Salza, heute Neusalza-Spremberg, Edler, Banner- und Freiherr des Heiligen Römischen Reiches. 

## Leben
Ludwig Gebhard von Hoym war der Sohn von Christian Julius von Hoym und der Giesela geb. von der Asseburg. Am 6. März 1676 wurde er in Wien und seine Nachkommen in den Reichsfreiherrnstand mit Wappenmehrung und Verleihung der Anrede Wohlgeboren erhoben und hatte als wirklicher Geheimer Rat und Kammerdirektor am 18. Oktober 1684 auch die kurfürstlich-sächsische Adelsanerkennung erhalten.
Als der Nachdenkliche war er Mitglied der Fruchtbringenden Gesellschaft.
Ludwig Gebhard war viermal verheiratet. In der ersten Ehe mit Elisabeth Sybilla geb. Tambin wurde 1659 die Tochter Gisela Sybika geboren, an deren Geburtsfolgen die Mutter starb und gemeinsam mit dem Kind am 26. Oktober 1659 in Droyßig beigesetzt wurde. Aus der 1664 geschlossenen zweiten Ehe mit Catharina Sophia von Schönfeld, Tochter von Hans Asmus von Schönfeld zu Döben, gingen 13 Kinder hervor, darunter Adolph Magnus (1668), Carl Siegfriedt (1675) und Ludwig Gebhard (1678). Seine zweite Gemahlin wurde am 12. Juli 1681 in Droyßig beigesetzt. Die dritte Ehefrau, Anna Christina geb. von Haugwitz, die er am 10. Juli 1684 auf dem Residenzschloss Dresden heiratete, starb 1704. Aus dieser Ehe ging der Sohn Carl Heinrich von Hoym hervor. Die vierte Ehe schloss er am 5. Februar 1708 in Droyßig.
Ludwig Gebhard hatte die väterliche Herrschaft Droyßig geerbt und bezeichnete sich 1694 selbst als Ältester seines Geschlechts. Nach dem Tod seines Bruders Christian von Hoym waren dessen Lehn an ihn gefallen, darunter auch Burgscheidungen. Zusätzlich hatte er am 8. März 1692 von den Brüdern Friedrich und Christian Julius von Nißmitz deren Rittergut Birkigt gekauft, zu dem auch die Orte Altenroda und Groß-Wangen gehörten.